# Mahala Gomionica
Mahala Gomionica je naseljeno mjesto u općini Kiseljak, Federacija Bosne i Hercegovine, BiH.

## Stanovništvo

### 1991.
Nacionalni sastav stanovništva 1991. godine, bio je sljedeći:
ukupno: 88
- Muslimani - 88

### 2013.
Nacionalni sastav stanovništva 2013. godine, bio je sljedeći:
ukupno: 68
- Bošnjaci - 67
- ostali, neopredijeljeni i nepoznato - 1